# Manga Action
Manga Action (漫画アクション?, Manga Akushon) è una rivista giapponese di manga seinen edita ogni due settimane da Futabasha. Fondata nel luglio 1967, originariamente era intitolata Weekly Manga Action (WEEKLY漫画アクション?, Weekly Manga Akushon) ed era pubblicata settimanalmente.

## Manga serializzati
- Corpi solitari - Even If You Don't Do It
- Dentro Mari
- Uchi no tsumatte dō deshō？
- Fujiyama-san wa Shishunki
- Ochiken
- Ekiben hitoritabi
- Ganpapa shima no zerosen shōjo
- Kyabajō nagare
- Gokudōmeshi
- Koko dake no futari!!
- In This Corner of the World
- Korosha-san - The hired gun
- Samayōizakura - Saibaninseido no hikari to yami
- Shōwa no chūbō
- The New Dinosaurs: An Alternative Evolution
- Shin - shiawase no jikan
- Suzuki sensei
- Tsumi to bachi - A Falsified Romance
- Ninja papa
- Bar Lemon Heart
- Porno Graphity
- My Pure Lady - Onegai supply-man
- Wild nights
- Crayon Shin-chan - Yoshito Usui
- High School Girls - Towa Oshima
- Lone Wolf and Cub - Kazuo Koike, Gōseki Kojima
- Lupin III - Monkey Punch
- Miss Kobayashi's Dragon Maid
- Tomodachi x Monster - Yoshihiko Inui